# Линда Сю Парк
Линда Сю Парк (на английски: Linda Sue Park) е американска поетеса и писателка, авторка на произведения в жанровете исторически роман, съвременен роман, фентъзи, детска литература и приключенски роман.

## Биография и творчество
Родена е в Ърбана, Илинойс, САЩ на 25 март 1960 г. Дъщеря е на корейски емигранти от 1950-те години, баща ѝ е компютърен анализатор, а майка ѝ е учителка. Израства извън Чикаго. Започва да пише поезия още на 4 години. Още в гимназията публикува няколко стихотворения.
Завършва през 1981 г. Станфордския университет в Пало Алто с бакалавърска степен по английски език. След дипломирането си работи като писател за връзки с обществеността на петролната компания „Амоко Ойл“. През 1983 г. напуска компанията и се премества в Дъблин. Учи литература в Тринити колидж. Омъжва се за ирландец, с когото имат две деца – Анна и Шон. Преместват се през 1984 г. в Лондон, където работи в рекламна агенция, като преподавател по английски език за студенти, и като журналист по кулинарни въпроси. В Лондон учи в колежа „Брикбек“ и получава магистърска степен по литература през 1988 г.
През 1990 г. семейството се премества в САЩ заради работата на съпруга ѝ. Тя продължава да преподава английски език на чуждестранни студенти. Продължава да пише поезия. След години тя решава да се върне към детската си мечта да пише книги вдъхновена от корейските приказки и легенди.
През 1997 г. започва да пише първата си книга „Seesaw Girl“, която е публикувана през 1999 г.
През 2002 г. е удостоена с медала „Нюбъри“ за романа си „A Single Shard“ – исторически роман, чието действие се развива XII век в Корея и разказва историята на сирак, който се бори за мечтата си да стане грънчар.
Писателката твори предимно исторически романи свързани с корейската история и корейската култура.
През 2010 г. участва с романа „Бурята“ в поредицата бестселъри „39 ключа“.
Линда Сю Парк живее със семейството си в Рочестър, щат Ню Йорк.

## Произведения

### Самостоятелни романи
- Seesaw Girl (1999)
- The Kite Fighters (2000)
- A Single Shard (2001)
- When My Name Was Keoko (2002)
- Project Mulberry (2005)
- Archer's Quest (2006)
- Click (2007) – с Дейвид Алмънд, Оуън Колфър, Роди Дойл, Дебора Елис, Ник Хорнби, Марго Ланагън, Грегъри Магуайър, Рут Озеки и Тим Уин-Джоунс
- Keeping Score (2008)
- A Long Walk to Water (2010)

### Серия „Уинг и Клоу“ (Wing & Claw)
1. Forest of Wonders (2016)

### Участие в общи серии с други писатели

#### Серия „39 ключа“ (39 Clues)
9. Storm Warning (2010) 
Бурята, изд.: Егмонт България, София (2011), прев. Емилия Л. Масларова
от серията има още 9 романа от различни автори

#### Серия „39 ключа: Кахил срещу Веспърс“ (39 Clues: Cahills vs. Vespers)
5. Trust No One (2012)
от серията има още 5 романа от различни автори

### Сборници
- Tap Dancing on the Roof (2007) – стихове